# Tomi Maanoja
Tomi Maanoja est un footballeur finlandais, né le 12 septembre 1986 à Espoo en Finlande. Il évolue comme gardien de but.

## Palmarès
AIK Solna
- Championnat de Suède
  - Vainqueur (1) : 2009
- Coupe de Suède
  - Vainqueur (1) : 2009
- Supercoupe de Suède
  - Vainqueur (1) : 2010

 FC Honka
- Coupe de la Ligue de Finlande
  - Vainqueur (1) : 2011

 Lahti
- Coupe de la Ligue de Finlande
  - Vainqueur (1) : 2016